# Balhae

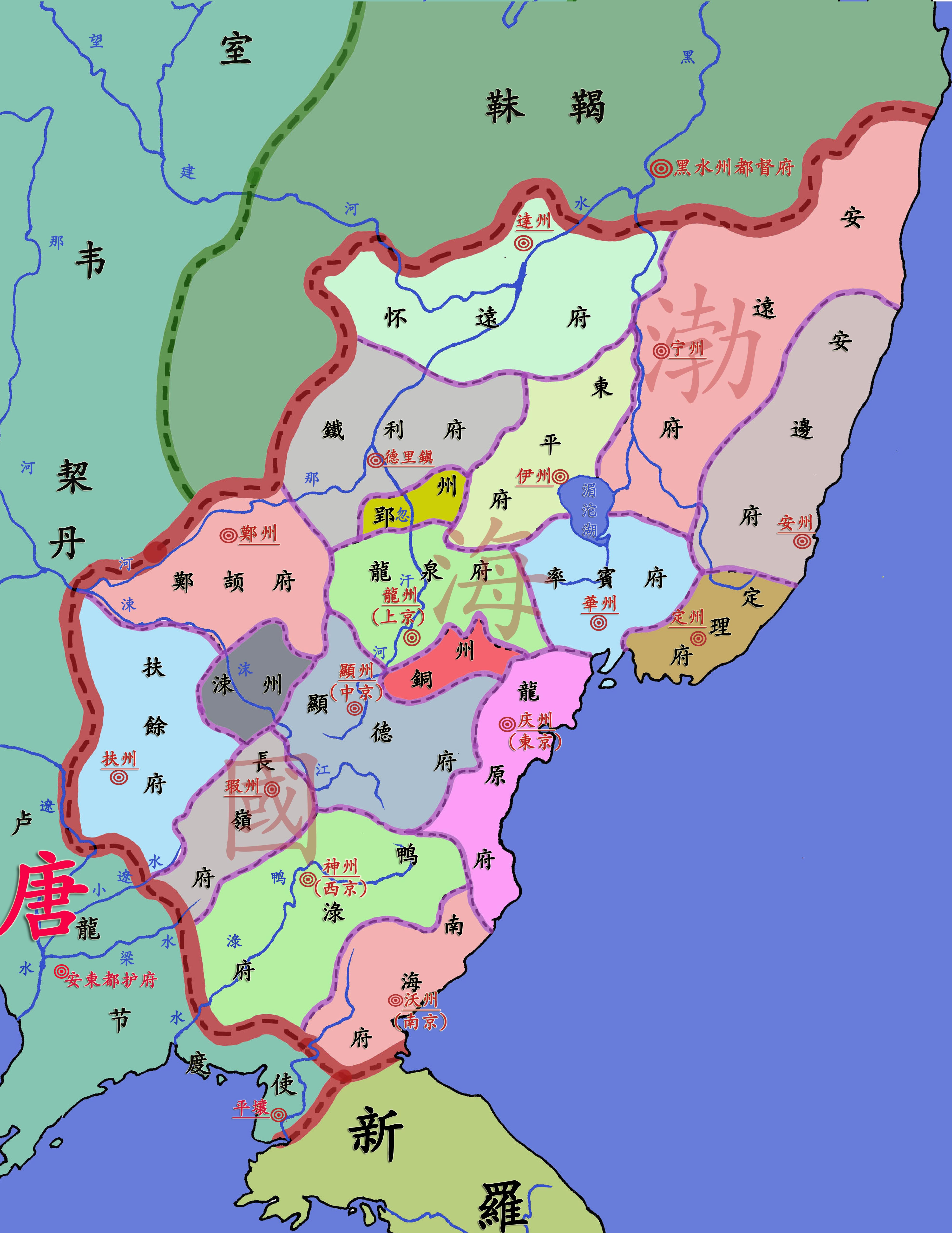
Organización territorial de Balhae.

Balhae (en hangul, 발해) o Bohai (en chino, 渤海; pinyin, Bóhǎi, en ruso: Бохай, en manchú: ᡦᡠᡥᠠ‍ᡳ) (698–926) fue un reino multiétnico ubicado en Manchuria, la península de Corea y el Lejano Oriente ruso. La historia de la fundación del estado, su composición étnica, la nacionalidad de la dinastía gobernante, la lectura de sus nombres y sus fronteras son objeto de una disputa historiográfica entre China, Rusia y Corea. No existe una única opinión aceptada sobre la historia de este estado.

## Toponimia
Balhae fue fundada en 698 con el nombre 震 (진), transcrito como Jin en la romanización coreana o Zhen en la romanización china. El nombre del reino estaba escrito como 振 en caracteres chinos, con la pronunciación en chino medio dzyin; el estado del rey Go escribió su nombre como 震, con la pronunciación en chino medio tsyin. El carácter del estado anterior se refería a la quinta rama terrestre del zodíaco chino, una división de la órbita de Júpiter identificada con el dragón. Esto se asoció con un rumbo de 120° (entre ESE y SE) pero también con el período de dos horas entre las 7 y las 9 a. m., lo que lo llevó a asociarse con el amanecer y la dirección este.
En 713, la dinastía Tang otorgó al gobernante de Jin el título noble de «Príncipe de la Comandancia de Bohai (Balhae)» (渤海郡王).: §5.1 ¶3  En 762, Tang elevó formalmente a Balhae al estado de reino.: §5.1 ¶11 
Las transcripciones Bohai (basada en el chino mandarín) y Parhae (basada en el coreano) también se utilizan en los estudios modernos.

## Historia
Balhae fue establecida por refugiados del reino de Goguryeo y la tribu tungusa mohe en 698, cuando el primer rey, Dae Joyeong, derrotó a la dinastía Wu Zhou en Tianmenling. Junto con los refugiados de Goguryeo y los mohe, Balhae tenía una población diversa, incluidas otras minorías como los pueblos kitán y evenki. Los habitantes de Balhae tenía una gran capacidad para la artesanía y se dedicaban al comercio con pueblos vecinos como los köktürk, Japón, Silla y Tang.
En 926, la dinastía Liao, liderada por los kitanos, conquistó Balhae y estableció el reino autónomo de Dongdan gobernado por el príncipe heredero de Liao Yelü Bei, que pronto fue absorbido por Liao. Mientras tanto, una serie de nobles y élites lideradas por figuras clave como el príncipe heredero Dae Gwang-hyeon, fueron absorbidas por Koryo. La conquista kitán de Balhae fue uno de los factores detrás de la prolongada hostilidad de Koryo contra la dinastía Liao. Al principio, el reino tenía alrededor de 100 000 hogares y una población de alrededor de 500 000 habitantes. La evidencia arqueológica sugiere que la cultura Balhae fue una fusión entre las culturas china, coreana y tungúsica de la alta dinastía Tang.

### Fundación

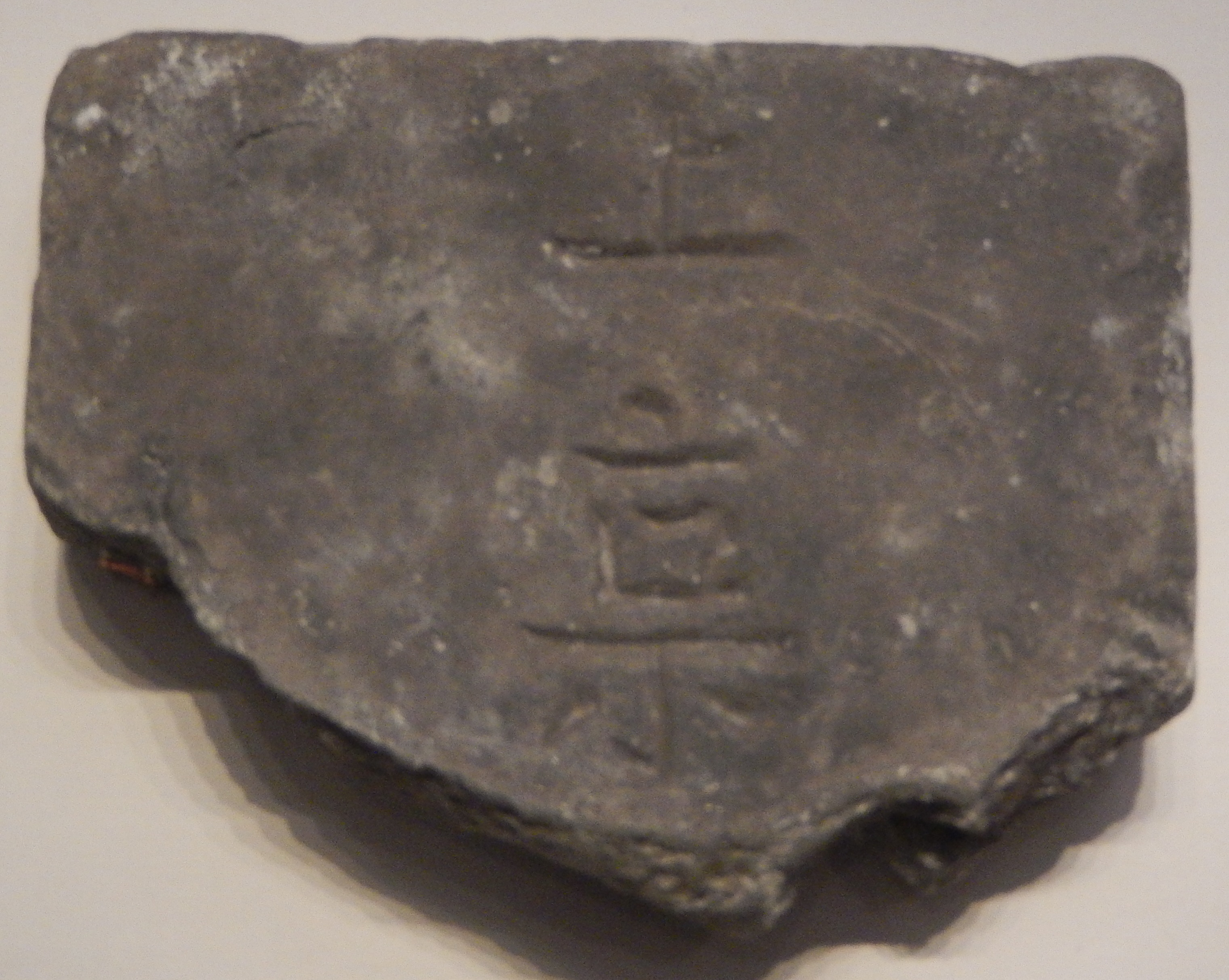
Fragmento de ladrillo inscrito con los caracteres shang jing 上京, «Capital del Norte» de Balhae, conservado en el Museo Nacional de China.

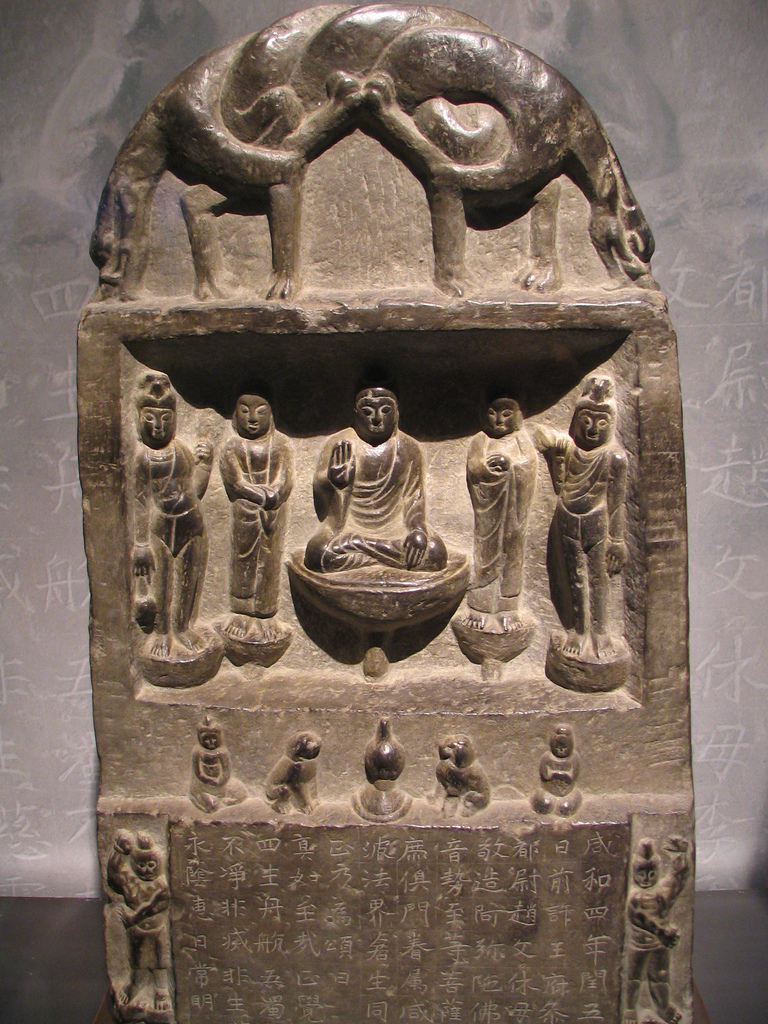
Estela de Balhae en el Museo Nacional de Corea.

Durante la rebelión kitán contra las dinastías Tang y Wu Zhou, Dae Jung-sang se alió con Geolsa Biu, un líder del pueblo mohe, y dirigió a los refugiados de Goguryeo contra los Wu Zhou en 696. Después de la muerte de Dae Jung-sang, su hijo, Dae Joyeong, un exgeneral de Goguryeo o jefe de los mohe, sucedió a su padre. Geolsa Biu murió en la batalla contra el ejército de Wu Zhou liderado por el general Li Kaigu, pero Dae Joyeong logró escapar con los soldados restantes de Goguryeo y mohe. Derrotó con éxito a un ejército de persecución enviado por la emperatriz Wu Zetian en la batalla de Tianmenling que le permitió establecer el estado de Jin (진, 震) en la antigua región de Yilou con el nombre de rey Go.
Otro relato de los eventos sugiere que no hubo rebelión en absoluto, y el líder de los mohe prestó ayuda a los Tang reprimiendo a los rebeldes kitanos. Como recompensa, Tang reconoció al líder como el hegemón local de un estado semiindependiente.

### Expansión y relaciones exteriores
El segundo rey Mu (r. 719-737), sintió al reino presionado por los Tang, Silla y los mohe heishui a lo largo del río Amur, por lo cual ordenó una expedición punitiva a Tang con su armada en 732 y mató a un prefecto de Tang con base en la península de Shandong. Al mismo tiempo, el rey condujo a las tropas por tierra hasta el monte Matou (마두산; 馬頭山) en las inmediaciones del paso de Shanhai (a unos 300 kilómetros al este de la actual Pekín) y de las ciudades ocupadas cercanas. También envió una misión a Japón en 728 para amenazar a Silla desde el sureste. Balhae mantuvo contactos diplomáticos y comerciales con Japón hasta el final del reino. Balhae envió enviados a Japón 34 veces, mientras que Japón envió enviados a Balhae trece veces. Más tarde, se forjó un compromiso entre la dinastía Tang y Balhae, lo que llevó a Tang a reconocer diplomáticamente a Mun de Balhae, quien sucedió en el trono de su padre, como rey de Balhae.
El tercer rey Mun (r. 737–793) expandió su territorio hacia el valle de Amur en el norte y la península de Liaodong en el oeste. Durante su reinado, se estableció una ruta comercial con Silla, llamada «Sillado» (신라도; 新羅道). El rey Mun trasladó la capital de Balhae varias veces. También estableció a Sanggyeong, la capital permanente cerca del lago Jingpo en el sur de la actual provincia de Heilongjiang alrededor del 755, con el fin de estabilizar y fortalecer el gobierno central sobre las varias tribus étnicas en su reino, el cual se expandió temporalmente. También autorizó la creación del Jujagam (주자감; 胄子監), la academia nacional, basada en la academia nacional de Tang. Aunque China lo reconoció como rey, en Balhae se refirieron a él como el hijo del cielo y un rey.
Durante el reinado del décimo rey Seon (r. 818–830), Balhae controló el norte de Corea, el noreste de Manchuria y el actual krai de Primorie de Rusia. El rey Seon dirigió campañas que resultaron en la absorción de muchas tribus mohe del norte y el reino del Pequeño Goguryeo en el suroeste, que estaba ubicado en la península de Liaodong, fue absorbido por Balhae. Su fuerza era tal que Silla se vio obligada a construir un muro al norte en 721, así como a mantener defensas activas a lo largo de la frontera común. A mediados del siglo IX, Balhae completó su sistema local, que estaba compuesto por cinco capitales, 15 prefecturas y 62 condados.

### Caída
Después del fin del reinado del rey Seon (830), no hay registros escritos sobrevivientes de Balhae. Algunos historiadores creen que los conflictos étnicos entre el gobernante de Koryo y la clase baja mohe debilitaron al estado. Los kitanos estaban centrados en Liaoning y Mongolia Interior, que se superpone a los supuestos territorios de Balhae en el oeste. Una invasión kitán tomó la capital de Balhae después de un asedio de 25 días en 926. Después de derrotar a Balhae, los kitanos establecieron un estado títere fundado por sus nuevos gobernantes kitanos, el reino de Dongdan, que fue anexado por Liao en 936. Algunos aristócratas de Balhae fueron obligados a trasladarse a Liaoyang, pero el territorio oriental de Balhae siguió siendo políticamente independiente. Algunos eruditos consideran que la erupción del monte Paektu en los años 930-940 asestó un golpe final a las fuerzas supervivientes de Balhae, según los registros de desplazamiento masivo de población de Balhae a la península de Liaodong del imperio kitán y a la península coreana de Goguryeo.

## Cultura
La fama de Balhae se busca en la descripción del estado por un oficial chino de llamarlo al territorio de florecer en el Este.(en alfabeto hangul:해동성국)
Como todos recuerdos escritos de Balhae habían desaparecidos, los datos relevantes debieron ser descubiertos en los sitios de Balhae o por la excavación. El territorio histórico de Balhae se excavó en el fin del siglo XX: las tumbas antiguas en la montaña Longtou (EN) y en el Mausoleo de princesa Jeonghyo que demuestra la forma de pintura de Goguryeo.
La cultura de Balhae conservaba el origen de Goguryeo, notablemente Ondol, la calefacción tradicional corena que se descubrieron en los palacios de Balhae. La operación de excavación en la fortaleza de su capital, Sanggyeong indica conservaban muchos templos. La sección residencial estaba rodeada por las murallas rectengulares. Además, se descubrió los budas y unas piezas de tejas verdes en forma de Goguryeo.
Los estudiosos piensan que las ciudades de Balhae compartieron la característica de la arquitectura de Goguryeo y también mantenía la activa diplomacia con Tang china. Los recuerdos chinos dicen que Balhae tuvo 5 capitales, 15 provincias y 63 condados El estilo de su capital, Sanggyeong se edificó en el de Chan'gan, la capital de Tang. Como Balhae desarrolló masivamente en diversas partes de su sociedad, se creen que la arquitectura suya también se agrandó.

## Lengua y escritura
Balhae usó varios idiomas. Un término que la gente de Balhae usaba para describir al rey era Gadokbu, que está relacionado con las palabras kadalambi (administración) del idioma manchú y kadokuotto del idioma nanái. El análisis lingüístico de los idiomas coreano, kitán, yurchen y manchú indica que la élite balhae hablaba el idioma coreano, que ha tenido un impacto duradero en los otros tres idiomas. Shoku Nihongi da a entender que los idiomas de Balhae y Silla eran mutuamente inteligibles: un estudiante enviado de Silla a Japón para la formación de intérprete del idioma japonés ayudó a un enviado diplomático de Balhae a comunicarse con la audiencia de una corte japonesa.
Las excavaciones arqueológicas indican que los caracteres chinos se usaban comúnmente en Balhae como resultado de la influencia de la dinastía Tang. La evidencia de la escritura de Balhae proviene de los restos de tejas utilizadas en la arquitectura de Balhae, donde se encontraron 370 letras. De las letras, se descubrió que 135 de ellas eran caracteres chinos, mientras que 151 de ellas no eran identificables con ninguna escritura conocida. Los eruditos coreanos creen que estas letras no identificables son parte de una escritura de Balhae única similar a la escritura Idu de Silla. El experto ruso Shavkunov sugirió que la escritura de Balhae era diferente de los caracteres chinos y estaba claramente basada en la escritura Idu de Silla. Sin embargo, los eruditos chinos los han descartado como caracteres chinos mal escritos.

## Economía y comercio
El lugar donde existía Balhae ahora tiene un clima frío. Sin embargo, el clima era templado en ese momento, de forma que sirvió como un gran impulso para el desarrollo del reino. Los sectores de la agricultura, la ganadería, la pesca y la industria tuvieron gran impulso, sin embargo, la pesca siguió siendo la más frecuente y se desarrolló mucho. También se cazaban ballenas, aunque esto se hizo principalmente como tributo a los Tang. Balhae envió una gran cantidad de embajadores a Japón, llamados Bokkaishi. La piel de Balhae se exportó a Japón, mientras que los productos textiles y los metales preciosos, como el oro y el mercurio, se importaron de Japón. En Japón, la piel del 貂 (diez, es decir, la marta cibelina u otra marta) era muy valiosa debido a su popularidad entre los aristócratas japoneses. Del mismo modo, los constructores coreanos utilizaron técnicas de fortificación japonesas en la construcción del puerto de An. Las obras musicales de Balhae conocidas como Shinmaka (en japonés: 新靺鞨しんまか) han sido conservadas por la corte japonesa.

## Politización
La posición histórica de Balhae se disputa entre historiadores coreanos y chinos. Los eruditos coreanos consideran que Balhae es el estado sucesor de Goguryeo, y parte del Período de los Estados del Norte y del Sur de la historia de Corea, mientras que los eruditos chinos sostienen que Balhae era un estado del pueblo mohe y es parte de la historia china debido a su cercanía cultural y vínculos políticos con la dinatía Tang de China. Los historiadores de Rusia generalmente creen que Balhae estaba formado principalmente por pueblos mohe con una minoría significativa de pueblos goguryeo.
Shavkunov, un influyente arqueólogo de Balhae en Rusia, criticó la perspectiva china de que Balhae era una administración local del imperio chino y la perspectiva coreana de que Balhae era un dominio exclusivo de la historia coreana. No obstante, Shavkunov señaló que Balhae, basándose en datos arqueológicos, jugó un papel fundamental en la historia de Corea. Además, algunos especialistas rusos recientes también consideraron a Balhae como parte de la historia de Corea en sus obras.